# Harrah’s Las Vegas
Das Harrah’s Las Vegas ist ein Hotel und Casino am Las Vegas Strip. Wie die meisten Hotels am Strip liegt es auf der Gemarkung von Paradise. Namensgeber war der frühere Eigentümer, Harrah’s Entertainment, eine Firma, die in Caesars Entertainment aufging. Auf der Rückseite des Hotels befindet sich eine Haltestelle des Las Vegas Monorails.
Das Hotel wurde 1973 erbaut und öffnete zuerst unter dem Namen Holiday Casino. 1977 wurde das Casino renoviert und bekam das Karneval-Thema. 1992 wurde es umbenannt in Harrah’s Las Vegas.
Es existieren noch weitere Hotels und Casinos mit dem Namen Harrah’s in anderen Städten.